# Potameia argentea
Potameia argentea är en lagerväxtart som beskrevs av André Joseph Guillaume Henri Kostermans. Potameia argentea ingår i släktet Potameia och familjen lagerväxter. Inga underarter finns listade i Catalogue of Life.